# Große Goldschrecke
Die Große Goldschrecke (Chrysochraon dispar) ist eine Kurzfühlerschrecke aus der Familie der Feldheuschrecken und gehört zur Unterfamilie der Grashüpfer. Sie ist in Deutschland weit verbreitet.

## Beschreibung
Bei der Großen Goldschrecke tritt ein deutlicher Geschlechtsdimorphismus auf.
Die Männchen zeichnen sich durch eine grüne, leicht metallisch schimmernde Färbung aus. Die Unterseiten der Hinterschenkel und Hinterschienen sind weinrot. Die Flügel der adulten Tiere reichen fast bis zur Abdomenspitze. Sie erreichen eine Länge von ca. 19 mm und sind damit deutlich kleiner als die Weibchen.
Die Weibchen, die eine Größe von etwa 30 mm erreichen können, sind graubraun gefärbt. Ihre Flügel sind stummelartig verkürzt wie bei den Larven, gelegentlich werden aber auch Exemplare mit voll ausgebildeten Flügeln beobachtet. Die Hinterknie der Weibchen sind dunkel gefärbt, während die Hinterschenkel und Hinterschienen gelb sind.

## Lebensraum
Zum Lebensraum der Großen Goldschrecke gehören Feuchtgebiete, sie kommt aber auch verbreitet auf frischen bis mäßig trockenen Wiesen, auf Kahlschlägen und an Wegrändern vor. Dort, wo Chrysochraon dispar sehr häufig ist, besiedelt sie auch suboptimale Habitate wie Trocken- und Magerrasen.

## Lebensweise
Das Weibchen der Großen Goldschrecke legt die Eier in die Bruchstellen von verholzten markhaltigen Stängeln von Himbeere, Goldrute oder ähnlichen Pflanzen ab. Die Abdomenspitze dringt dabei ca. 4 cm in das Mark des Stängels ein. Die so abgelegten Eier werden durch ein rasch härtendes, schaumiges Sekret geschützt.
Die Imagines treten von Ende Juni bis September in Erscheinung.

## Verbreitung
Das Verbreitungsgebiet reicht im Norden bis nach Hamburg und ins südliche Holstein.
Rote Liste BRD: 3

## Literatur

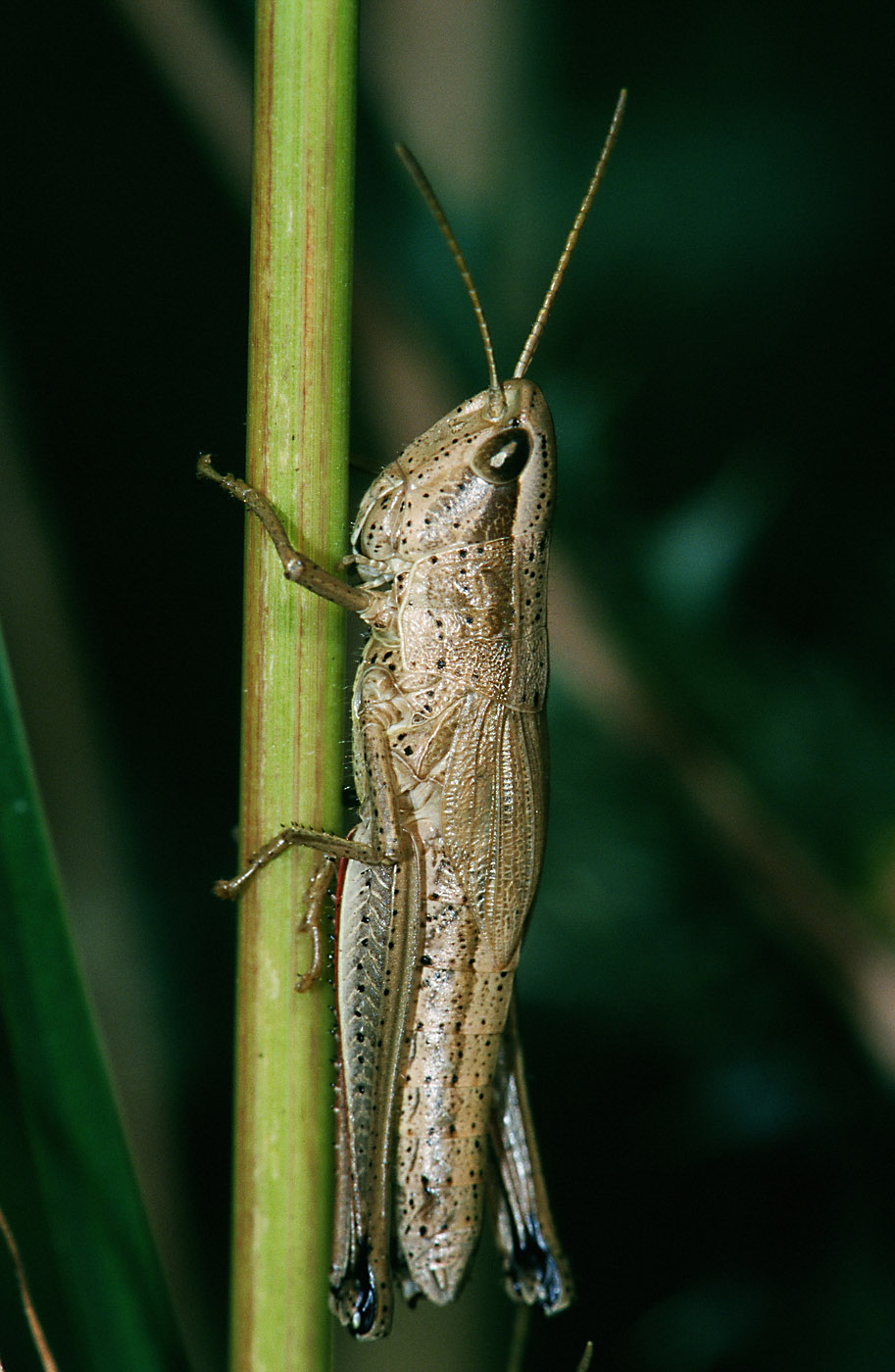
Weibchen der Großen Goldschrecke (Chrysochraon dispar)

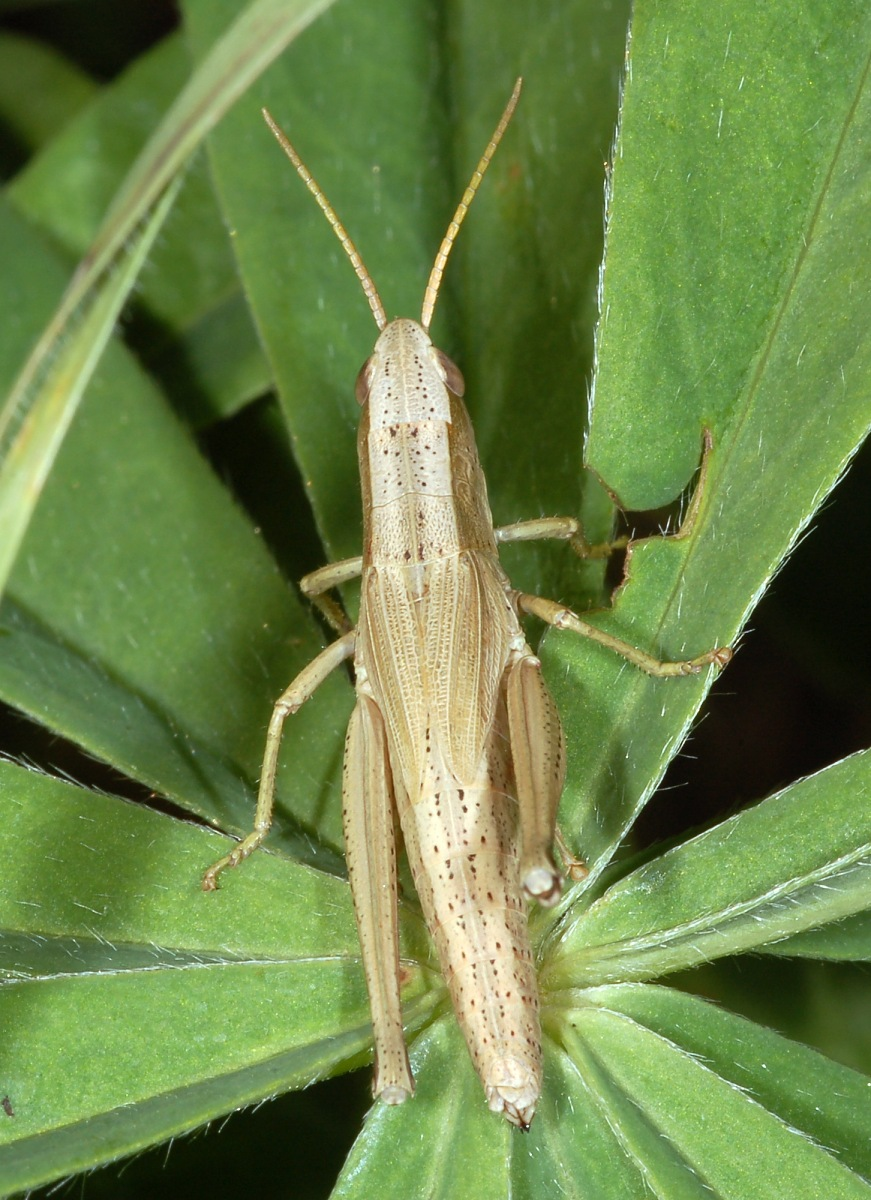
Dorsale Ansicht eines Weibchens

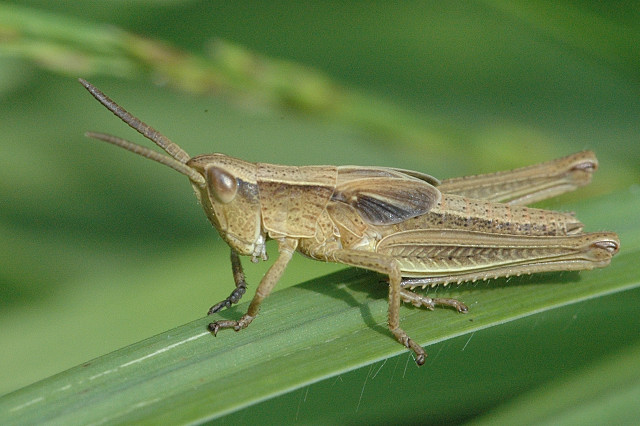
Weibliche Nymphe